# Antilla
Antilla è un comune di Cuba, situato nella provincia di Holguín.